# Ерко D.H.5
Ерко D.H.5 (фр. Airco D.H.5) је британски ловац-извиђач. Авион је први пут полетео 1917. године. 

Највећа брзина у хоризонталном лету је износила 164 km/h. Размах крила је био 7,82 метара а дужина 6,71 метара. Маса празног авиона је износила 458 килограма, а нормална полетна маса 677 килограма. Био је наоружан са једним 7,7 мм митраљезом Викерс и бомбама од по 11,3 kg.

## Наоружање
| Наоружање авиона: Ерко         |               |
| Ватрено (стрељачко) наоружање  |               |
| Топ                            |               |
| Митраљез                       |               |
| Број и ознака митраљеза        | 1             |
| Калибар                        | 7,7           |
| Бомбардерско наоружање (бомбе) |               |
| Класичне авио бомбе            | од по 11,3 кг |
| Ракетно наоружање (ракете)     |               |